# Villanueva (Parres)
Villanueva es una parroquia española del concejo de Parres, perteneciente a la comunidad autónoma de Asturias. En 2023, tenía empadronados 175 habitantes.